# Kryptogamenflora der Mark Brandenburg, Laubmoose
Kryptogamenflora der Mark Brandenburg, Laubmoose (abreviado Krypt.-Fl. Brandenburg, Laubm.) es un libro con ilustraciones y descripciones botánicas que fue escrito por  Carl Friedrich Warnstorf y publicado en Leipzig en 5 partes en el año 1906.